# Conostigmus
Conostigmus är ett släkte av steklar som beskrevs av Anders Gustav Dahlbom 1858. Conostigmus ingår i familjen trefåresteklar.

## Dottertaxa tillConostigmus, i alfabetisk ordning[1][2]
- Conostigmus abdominalis
- Conostigmus aestivalis
- Conostigmus albovarius
- Conostigmus alpinus
- Conostigmus alutaceus
- Conostigmus ambiguus
- Conostigmus ampullaceus
- Conostigmus apricans
- Conostigmus apterus
- Conostigmus apteryx
- Conostigmus arietinus
- Conostigmus atelopterus
- Conostigmus babaiax
- Conostigmus bacilliger
- Conostigmus bakeri
- Conostigmus ballescoracas
- Conostigmus basalis
- Conostigmus binasutus
- Conostigmus bipartitus
- Conostigmus bipunctatus
- Conostigmus borealis
- Conostigmus brachypterus
- Conostigmus britannicus
- Conostigmus brunneipes
- Conostigmus calidus
- Conostigmus californicus
- Conostigmus canadensis
- Conostigmus canariensis
- Conostigmus carpentieri
- Conostigmus claripennis
- Conostigmus clavicornis
- Conostigmus concoloripes
- Conostigmus confluens
- Conostigmus conspicuus
- Conostigmus corniger
- Conostigmus crassicornis
- Conostigmus crawfordi
- Conostigmus cursitans
- Conostigmus curtipennis
- Conostigmus cylindricus
- Conostigmus depressus
- Conostigmus difformis
- Conostigmus dimidiatus
- Conostigmus dimorphus
- Conostigmus doderoi
- Conostigmus dolicharthrus
- Conostigmus dolosus
- Conostigmus erythrothorax
- Conostigmus fanalensis
- Conostigmus fasciatipennis
- Conostigmus filicornis
- Conostigmus flagellaris
- Conostigmus flavibasalis
- Conostigmus flavipes
- Conostigmus formiceti
- Conostigmus frontalis
- Conostigmus fuscipes
- Conostigmus gestroi
- Conostigmus glabratus
- Conostigmus grangeri
- Conostigmus gusztavi
- Conostigmus halteratus
- Conostigmus harringtoni
- Conostigmus humilus
- Conostigmus hyalinipennis
- Conostigmus inconstans
- Conostigmus inermis
- Conostigmus innotatus
- Conostigmus inquilinus
- Conostigmus integriceps
- Conostigmus intermedius
- Conostigmus irsac
- Conostigmus juvenilis
- Conostigmus laeviceps
- Conostigmus lativentris
- Conostigmus levifrons
- Conostigmus leviventris
- Conostigmus linearis
- Conostigmus longulus
- Conostigmus lucidus
- Conostigmus manteroi
- Conostigmus marylandicus
- Conostigmus melanocephalus
- Conostigmus melanopus
- Conostigmus mistus
- Conostigmus montanus
- Conostigmus monticola
- Conostigmus montivagus
- Conostigmus muesebecki
- Conostigmus mullensis
- Conostigmus multicolor
- Conostigmus nandobini
- Conostigmus nevadensis
- Conostigmus niger
- Conostigmus nigricornis
- Conostigmus nigripes
- Conostigmus nigriventris
- Conostigmus nigrorufus
- Conostigmus norvegicus
- Conostigmus notialis
- Conostigmus nuchalis
- Conostigmus obscurus
- Conostigmus occipitalis
- Conostigmus opacus
- Conostigmus orcasensis
- Conostigmus ottawensis
- Conostigmus pedester
- Conostigmus pergandei
- Conostigmus picipes
- Conostigmus planifrons
- Conostigmus polychromus
- Conostigmus popenoei
- Conostigmus pubescens
- Conostigmus pulchellus
- Conostigmus puncticeps
- Conostigmus punctipes
- Conostigmus pusillus
- Conostigmus quadratogenalis
- Conostigmus quasimodo
- Conostigmus radiatus
- Conostigmus resinae
- Conostigmus rufescens
- Conostigmus ruficollis
- Conostigmus rufinotum
- Conostigmus rufipes
- Conostigmus rufoniger
- Conostigmus rugiceps
- Conostigmus rutilus
- Conostigmus scabriceps
- Conostigmus schwarzi
- Conostigmus scutopunctatus
- Conostigmus seychellensis
- Conostigmus signatus
- Conostigmus singularius
- Conostigmus solarianus
- Conostigmus solarii
- Conostigmus speculiger
- Conostigmus squamiger
- Conostigmus subapterus
- Conostigmus subclavicornis
- Conostigmus subfilicornis
- Conostigmus subinermis
- Conostigmus subspinosus
- Conostigmus succinalis
- Conostigmus sulcaticeps
- Conostigmus temporalis
- Conostigmus terrestris
- Conostigmus tetanopterus
- Conostigmus timberlakei
- Conostigmus trapezoidus
- Conostigmus triangularis
- Conostigmus tristriatus
- Conostigmus tubifer
- Conostigmus unicolor
- Conostigmus unilineatus
- Conostigmus uninasutus
- Conostigmus varicolor
- Conostigmus variipictus
- Conostigmus variipilosus
- Conostigmus ventralis
- Conostigmus venustus
- Conostigmus versicolor
- Conostigmus vestitus
- Conostigmus villosus
- Conostigmus yunquensis